# هلوتی‌ها

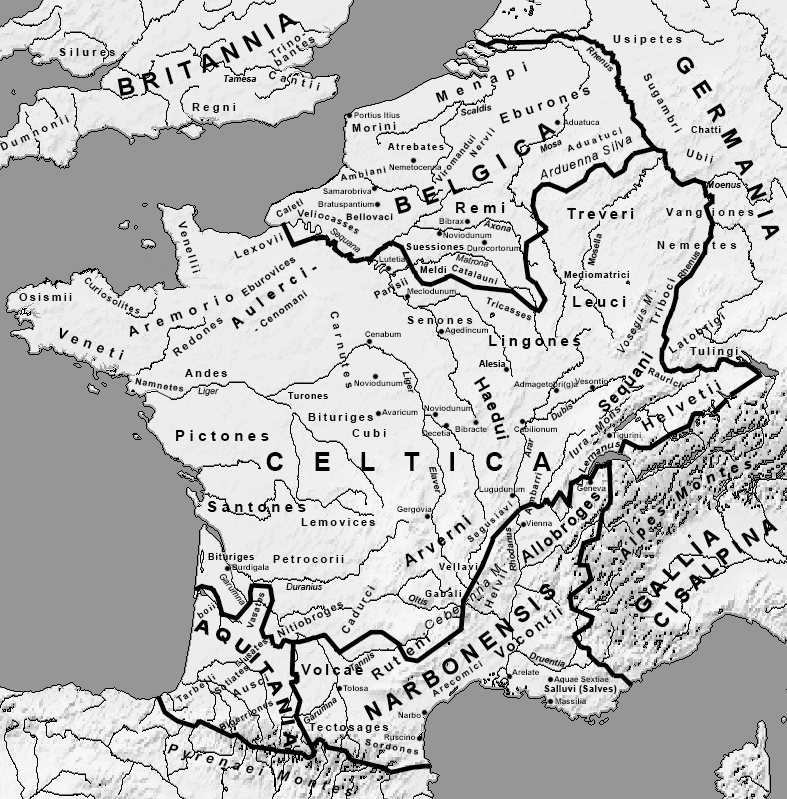
نقشه سرزمین گل، زیستگاه قوم هلوتی در شمال آلپ بود.

هلوتی‌ها (به لاتین Helvetii)ساکنان سلتی سوئیس کنونی در دوران باستان بودند. در سده نخست پیش از میلاد آنان از جنوب آلمان به سوئیس کوچیدند. از نبرد آنان با ژولیوس سزار در تاریخ نام برده شده است.
آنان در زیر فشار قبیله‌های ژرمن تصمیم گرفتند تا به سرزمین گل کوچ کنند. رهبر آنان در این کوچ اورگتوریکس بود. گل‌ها؛ که در این زمان به روم ضمیمه شده بودند؛ برای پایداری در برابر هلوتیها از سزار یاری خواستند. سزار در این هنگام شش لژیون دربرگیرنده نزدیک به ۲۹هزار مرد را رهبری می‌نمود. بر پایه نوشته‌های خود سزار هلوتیها با زنان و کودکانشان ۳۷۰ هزار تن می‌شدند، ولی تنها ۱۱۰ هزار تن در شمار جنگجویان جای می‌گرفتند. سزار با شتاب دو لژیون تازه را فراهم نمود.
هنگامی که هلوتیها پیشروی خود را آغاز کردند رهبرشان اورگتوریکس درگذشت. پیش از این هلوتیها دهکده‌های خود را به آتش کشیده و خواربار دیگر تجهیزات خویش را نابود کردند تا هم راه بازگشت نداشته باشند و هم چیزی به دست دشمن نیفتد.
ولی هلوتیها به دام افتادند، آنان بخشی را به نام بیبراکت را به دست آوردند ولی درهمانجا سربازان رومی که بر ایشان برتری داشتند به آنان تاختند، ۶۰ درصد قبیله را رومیان کشتند و ۲۰ درصد بازمانده را به بردگی گرفتند. آنچه از این قبیله به جای ماند به سرزمین کهن خویش بازگشتند.
در ۵۲ پیش از میلاد ۱۰ هزار تن از هلوتیها برای آزادی سرزمین گل با ورسینگتوریکس همپیمان شدند.